# Stenodina
Stenodina é um género de coleópteros da família Erotylidae.